# Tipula (Savtshenkia) holoptera
Tipula (Savtshenkia) holoptera is een tweevleugelige uit de familie langpootmuggen (Tipulidae). De soort komt voor in het Palearctisch gebied.